# 邶國
邶國，周朝初期诸侯国，在今河南省汤阴县东南。
周武王灭商朝，将商朝的王畿一分为三，朝歌以北称之为邶，以东称之为卫，以南称之为鄘。以帝辛的儿子武庚为主。开始在这里设置三监，以管叔鲜、蔡叔度、霍叔处监管。周公旦平定三监之乱，封康叔为卫国国君。以邶、鄺也为同姓之国，后来卫国合并邶、鄘，《诗经》邶风、鄘风、卫风都是写卫国的事情。